# Eishockeyverband Hessen
Der Eishockeyverband Hessen ist der Dachverband der Eishockeyvereine in Hessen. Er ist Mitglied im Landessportbund Hessen und einer der 15 Landesverbände des Deutschen Eishockey-Bunds (DEB).
Der Verband löste sich nach Vorbild des Eishockeyverband Nordrhein-Westfalen – dem ersten reinen Eishockeylandesverband Deutschlands – 2019 aus dem Hessischen Eissport Verband.

## Spielbetrieb
Der EHV-H organisiert den Spielbetrieb der Senioren in der Hessenliga (fünfte Spielklasse) und der Landesliga Hessen (sechste Spielklasse) sowie die Hessenliga des Nachwuchses U15 und U13.
Aus dem Bereich des EHV-H spielen derzeit (2023) folgende Clubs höherklassig:
- Löwen Frankfurt (DEL)
- EC Kassel Huskies (DEL2)
- EC Bad Nauheim (DEL2)
- EG Diez-Limburg (Oberliga Nord)